# Ingham (Queensland)
Pour les articles homonymes, voir Ingham.
Ingham (4 662 habitants) est une ville au Nord du Queensland, en Australie. Elle est située approximativement à 220 km au Sud de Cairns, à 110 km au Nord de Townsville, à 60 km au Nord de Thuringowa et à 1 550 km au Nord de Brisbane. Elle fait partie de la région du Great Green Way dans le Nord Queensland. C'est le centre administratif du comté de Hinchinbrook.
Elle est située à 40 km du "Girringun National Park" qui abrite les plus hautes chutes d'eau d'Australie: les Wallaman Falls.
Elle est située sur le fleuve Herbert et possède la plus grande sucrerie de canne de l'hémisphère Sud, la "Victoria Sugar mill".
La ville bénéficie d'un climat tropical avec une température maximale moyenne de 29.1 °C, une température minimale de 18.8 °C et une pluviométrie supérieure à 2 m par an.

## Galerie

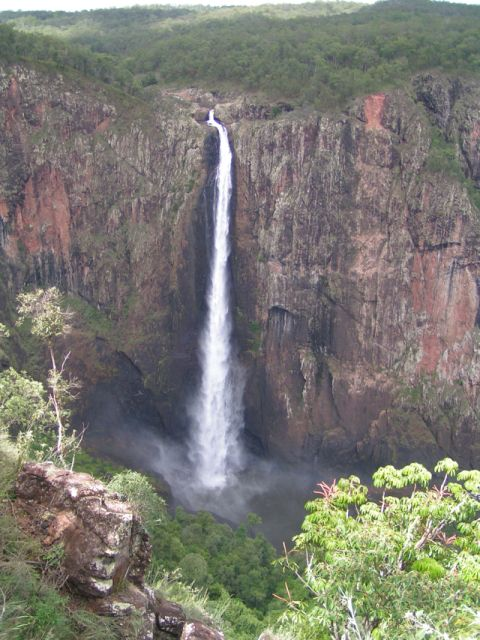
Les chutes Wallaman, plus hautes chutes d'Australie.